# Pterolophia annamensis
Pterolophia annamensis är en skalbaggsart som beskrevs av Stefan von Breuning 1939. Pterolophia annamensis ingår i släktet Pterolophia och familjen långhorningar. Inga underarter finns listade i Catalogue of Life.